# Grecia ai Giochi della XI Olimpiade
La Grecia partecipò ai Giochi della XI Olimpiade, svoltisi a Berlino, Germania, dal 1º al 16 agosto 1936, con una delegazione di 41 atleti impegnati in sette discipline.